# Peter Truscott (politician)
Peter Truscott (n. 20 martie 1959) este un om politic britanic, membru al Parlamentului European în perioada 1994-1999 din partea Regatului Unit.
1. ↑  Deputații în Parlamentul European